# Amset
Amset was een Egyptische god en was een van de Vier zonen van Horus. Hij was afgebeeld als een mens en hij bewaakte met Isis het zuiden en de lever.